# Рудольф Шенерт
Рудольф Шенерт (нім. Rudolf Schönert; 27 липня 1911, Глогау, Німецька імперія — 30 листопада 1985, Манітоба, Канада), льотчик винищувальної авіації, майор резерву люфтваффе. Кавалер Лицарського хреста Залізного хреста з дубовим листям.

## Біографія
В 1933 році вступив в школу цивільної авіації і отримав диплом професійного пілота. Після початку Другої світової війни як офіцер резерву був призваний в 1-у бомбардувальну ескадру. В червні 1941 переведений в 4-у ескадрилью 1-ї ескадри нічних винищувачів. З 1 вересня 1941 року — командир 5-ї, з березня 1942 року — 4-ї ескадрильї своєї ескадри. З 1 грудня 1942 року — командир 2-ї групи 5-ї ескадри нічних винищувачів, з 5 серпня 1943 року — 1-ї групи 100-ї ескадри нічних винищувачів. 1 січня 1944 року очолив 10-ту групу нічних винищувачів. З 6 березня 1945 року — командир 5-ї ескадри нічних винищувачів.
Всього за час бойових дій здійснив 376 бойових вильотів і збив 65 літаків, в тому числі 35 радянських.

## Нагороди
- Нагрудний знак пілота
- Залізний хрест 2-го і 1-го класу
- Почесний Кубок Люфтваффе (23 грудня 1941)
- Німецький хрест в золоті (18 травня 1942)
- Лицарський хрест Залізного хреста з дубовим листям
  - лицарський хрест (25 липня 1942) — за 21 нічну перемогу.
  - дубове листя (№450; 11 квітня 1944) — за 60 нічних перемог.
- Авіаційна планка нічного винищувача в золоті